# Andruszkowice
Andruszkowice – wieś w Polsce położona w województwie świętokrzyskim, w powiecie sandomierskim, w gminie Samborzec.
| SIMC    | Nazwa     | Rodzaj    |
| ------- | --------- | --------- |
| 0806631 | Podgroble | część wsi |

W latach 1954–1972 wieś należała i była siedzibą władz gromady Andruszkowice. W latach 1975–1998 miejscowość administracyjnie należała do województwa tarnobrzeskiego.
Przez miejscowość przebiega droga krajowa nr 79 z Krakowa do Sandomierza. Miejscowość znajduje się na odnowionej trasie Małopolskiej Drogi św. Jakuba z Sandomierza do Tyńca, która to jest odzwierciedleniem dawnej średniowiecznej drogi do Santiago de Compostela.

## Historia
Wieś Andruszkowice dawniej była nazywana Jandrzyszkowice. W latach 1917–1919 powstała tu 1-klasowa Publiczna Szkoła Powszechna w Andruszkowicach. Potem tę szkołę połączono z 1-klasową Publiczną Szkołą Powszechną w Złotej i w ten sposób podniesiono w stopień organizacyjny tej szkoły na 2-klasową Publiczną Szkołę Powszechną w Złotej.
W roku 1954 wieś ta staje się nominalnie miejscowością Gromadzkiej Rady Narodowej w Andruszkowicach, lecz z siedzibą w Strochcicach, ze względu na brak pomieszczenia w Andruszkowicach.
Po kilku latach wynajęto dom u gospodarza Sameli w Andruszkowicach i przeniesiono wówczas biuro Gromadzkiej Rady Narodowej ze Strochcic do tej miejscowości. Do roku 1962 w skład tej gromady wchodziły wsie: Andruszkowice, Koćmierzów, Kobierniki, Milczany, Łojowice, Strochcice, Zawisełcze. W 1962 r. dołączono dwie wioski z Gromadzkiej Rady Narodowej w Samborcu, a mianowicie: Złotą i Zawierzbie. W ten sposób zwiększono zasięg Gromadzkiej Rady Narodowej w Andruszkowicach do 9 wiosek.
Ten stan rzeczy trwał prawie do 1972 r.
Wioskę tę zamieszkuje ludność w większości rolnicza i częściowo pracująca zawodowo poza rolnictwem. Mieszkańcy Andruszkowic zajmują się uprawą warzyw i pielęgnacją sadów owocowych.

## Dawne części wsi – obiekty fizjograficzne
W latach 70. XX wieku przyporządkowano i opracowano spis lokalnych części integralnych dla Andruszkowic zawarty w tabeli 1.

| Nazwa wsi – miasta       | Nazwy części wsi – miasta | Nazwy obiektów fizjograficznych – charakter obiektu |
| ------------------------ | ------------------------- | --- |
| I. Gromada ANDRUSZKOWICE |                           | |
| 1. Andruszkowice         | 1. Górki 2. Podgroble     | 1. Dalekie – pole 2. Gaj – pole 3. Góra – pole 4. Górki – pole 5. Hałda – pole 6. Hały – łąka 7. Królówka – droga 8. Krównik – pole 9. Pastwiska – pole 10. Podgroble – pole 11. Półanki – pole 12. Rędzina – pole 13. Rudnik – pole 14. Za Dołami – pole |